# Cláudio de Araújo Lima
Cláudio de Araújo Lima (1908 – 1978), fue  médico psiquiatra, novelista, traductor y ensayista. Su padre, José Francisco de Araújo Lima, había sido un importante hombre de letras en la Amazonía, también médico, y sociólogo, además de prefecto de Manaus. 

## Vida y obra
En 1924, durante la rebelión contra Bernardes, Cláudio de Araújo fue detenido y deportado a Acre, donde permaneció en una plantación de caucho en Alto-Purus. Basándose en esta experiencia, en los recuerdos del Amazonas y en las historias contadas por su padre, Araújo Lima escribe Coronel de Barranco. Esta novela abarca el período que va desde 1876 a 1926, y describe la apropiación de la hevea brasiliensis por los ingleses, para llevarla a Oriente, con el consentimiento de las autoridades brasileñas, lo que trae como consecuencia que el apogeo de la civilização da borracha pronto se convierta en declive. En la estela de El gatopardo o Los Buddenbrook, Coronel de Barranco también es la crónica pormenorizada del fin de una época. Araújo de Lima escribió tres novelas más: Babel, A bruxa y A mulher dos marinheiros, y fue autor de interesantes ensayos en el campo de la psiquiatría sociológico-política -Imperialismo e Angústia, Ensaios de Psicologia Médica, Sexo e Amor y Amor e capitalismo. Cultivó también el género de lo que podríamos denominar biografía psicológica, analizando los casos de Plácido de Castro, Getúlio Vargas y Stefan Zweig. 
Ascensión y caída de Stefan Zweig es la obra de un erudito, que domina la psiquiatría del momento y tiene un exhaustivo conocimiento de la obra de Zweig. Araújo consideraba cualquier postura nihilista frente a la amenaza nazi como una claudicación que el ser humano no se podía permitir, un mal ejemplo que de generalizarse llevaría a una pandemia desmovilizadora a la hora de plantarle cara al terror y, en este sentido, presenta el suicidio del prolífico autor como consecuencia del cuadro maníaco depresivo que padecía, y no como una salida por la tangente ante el miedo a que el horror llegase a dominar el mundo. Para de Araújo Lima, Zweig no fue una víctima, indirecta, del nazismo, y para fundamentar esta tesis traza sucintamente el esquema del alma humana, una-cierta-manera-de-ser, aplicándolo a Zweig, tanto para analizar aspectos de su vida, como para navegar, sin forzar para nada la deriva, entre los personajes de las biografías en los que, en cierto modo, se proyecta el autor. Si tenemos en cuenta que Ascensión y caída... aparece datada en mayo de 1942, y que Zweig se suicidó el 22 de febrero del mismo año, el libro cobra su verdadero valor, siendo un sugestivo complemento para todos los adictos a Stefan Zweig, que puede ayudar a mejor entender sus personajes ficcionales y a interpretar ciertos sesgos introducidos en las complejas personalidades protagonistas de las trabajadas biografías del prolífico escritor austriaco. 
Además de todo lo anterior, Cláudio de Araújo Lima fundó en 1951, junto al psiquiatra argentino Gregorio Bermann, la “Revista Latinoamericana de Psiquiatría”, con frecuencia trimestral, de la que se publicaron once números, y que fue, según el prestigioso psiquiatra argentino Ricardo Horacio Etchegoyen, el “acontecimiento bibliográfico de la década”.

## Obras
A bruxa, Ed. José Olympio, Río de Janeiro. 1944
Coronel de Barranco, Ed. Civilização Brasileira, Río de Janeiro. 1970
Imperialismo e angústia (ensaio sôbre as bases de uma sócio-psiquiatria da classe média brasileira na era imperialista). Ed. Civilização Brasileira, Río de Janeiro. 1960
Plácido de Castro um caudilho contra o imperialismo. Companhia Editora Nacional, São Paulo. 1952
Ascencão e queda de Stefan Zweig. Ed. José Olympio, Río de Janeiro. 1943
Ensaios de psicologia médica. Ed. B. Buccini, Río de Janeiro. 1959
Mito e realidade de Vargas. Ed. Civilização Brasileira, Río de Janeiro. 1955
A mulher dos marinheiros. Ed. Civilização Brasileira, Río de Janeiro. 1965
Pequena historia do erotismo ocidental. Ed. Civilização Brasileira, Río de Janeiro. 1965